# COVID-19-Pandemie in Malta
Die COVID-19-Pandemie in Malta ist ein regionales Teilgeschehen der weltweiten COVID-19-Pandemie. Verursacher ist das Ende 2019 neu aufgetretene Virus SARS-CoV-2. Die Pandemie breitete sich seit Dezember 2019 von China ausgehend aus.

## Verlauf
Am 7. März 2020 wurde der erste COVID-19-Fall in Malta bestätigt. Bis zum 26. März 2020 wurden in Malta 134 Fälle und zwei geheilte Personen gemeldet. Von den Erkrankten waren 33 hospitalisiert.
Am 8. April 2020 wurde der erste COVID-Todesfall registriert, Am 11. April war der dritte Todesfall zu beklagen, ein vierter am 25. April 2020 und am 5. Mai 2020 der fünfte Todesfall. Mitte November der hundertste, am Jahresende der zweihundertste, Mitte Februar der dreihundertste und Anfang April der vierhundertste. Von Anfang Februar bis Mitte März 2021 stieg die Zahl der täglichen Neuinfektionen steil an; dazu trug vermutlich die Verbreitung der ansteckenderen COVID-Variante B.1.1.7 („Alpha“) bei.
Seit Ende Juni steigt – wie auch in vielen anderen Ländern – die Zahl der Neuinfektionen wieder. Als Ursache gilt die Verbreitung der noch ansteckenderen Delta-Variante.
Die Regierung Maltas (Kabinett Abela I) ließ deshalb ab dem 14. Juli 2021 nur noch Geimpfte in Malta einreisen und schließt vorerst die Sprachschulen.

## Statistik
Entwicklung der COVID-19-Pandemie in Malta:

Anzahl der bestätigten Infektionen (blau) und Todesfälle (rot) nach Angaben des ECDC. Logarithmische Darstellung der y-Achse.

### Infektionen

Bestätigte Infizierte in Malta nach Daten der WHO. Oben kumuliert, unten Tageswerte

### Todesfälle

Bestätigte Todesfälle in Malta nach Daten der WHO. Oben kumuliert, unten Tageswerte